# Rue Montmartre
Rue Montmartre är en gata i Quartier des Halles, Quartier Vivienne och Quartier du Mail i Paris första och andra arrondissement. Gatan är uppkallad efter Montmartre. Rue Montmartre börjar vid Rue Rambuteau och Rue Montorgueil 1 och slutar vid Boulevard Montmartre 1 och Boulevard Poissonnière 29.

## Omgivningar
- Saint-Eustache
- Rue Étienne-Marcel
- Rue du Louvre
- Rue Réaumur
- Rue d'Uzès
- Placette Louvre-Montmartre
- Place Ghislaine-Dupont-Claude-Verlon-Camille-Lepage

## Bilder
| - Rue Montmartre (LA GRANT R MONMARTRE) på Truschets och Hoyaus karta över Paris från år 1552. - Gatuskylt. |

| - Kyrkan Saint-Eustache. - Place Ghislaine-Dupont-Claude-Verlon-Camille-Lepage. |

## Kommunikationer
- Tunnelbana – linjerna   – Grands Boulevards
- Busshållplats Réaumur – Montmartre – Paris bussnät, linjerna 74 85 N15 N16

### Webbkällor
- ”Rue Montmartre”. Mairie de Paris. https://web.archive.org/web/20160303192356/http://www.v2asp.paris.fr/commun/v2asp/v2/nomenclature_voies/Voieactu/6444.nom.htm. Läst 2 augusti 2022.
- ”Rue Montmartre”. Les rues de Paris. https://web.archive.org/web/20180307000429/http://www.parisrues.com/rues01/paris-01-rue-montmartre.html. Läst 2 augusti 2022.